# دامر سكارو
دامير سكارو (بالكرواتية: Damir Škaro)‏ (مواليد 2 نوفمبر 1959) هو ملاكم كرواتي، مثّل بلاده في الألعاب الأولمبية الصيفية في دورتي 1984 و1988.

## روابط خارجية
دامر سكارو على موقع أوليمبيديا (الإنجليزية)